# 萬家一斎
萬家 一斎（よろずや いっさい、1960年10月25日 - ）は、日本の女性画家、浮世絵師。本名の三橋真理（みはし まり）としても活動している。東京都文京区小石川に生まれる。上智短期大学を卒業後、自動車メーカーに勤務するが、絵師になる夢を目指した。

## 活動
萬屋自身の公式サイトによると、経歴は以下の通り。
- 1988年（昭和63年） - マンガ源氏物語（平凡社刊）を出版する。
- 1990年（平成2年） - 東京都で初個展を開催する。
- 1997年（平成9年） - 劇作家・小説家、唐十郎と小説「唐版とりかえばや物語」を制作、出版する。
- 2003年（平成15年） - 石清水八幡宮、香取神宮、江島神社、伊勢神宮に画が収蔵される。三越百貨店多摩センター店で「みはしまり展」を開催する。東京都渋谷区で壁画制作をする。江戸幕府開府四百年記念「日本橋祭り」に招聘される。
- 2006年（平成18年） - ニューヨーク・日本クラブで「生命と未来へ。現代の浮世絵メッセージ展」[1]を開催。越前奉書和紙に新しい浮世絵版画の「彩絵・いろどりえ」を制作する。
- 2007年（平成19年） - ワシントンD.C.在米日本国大使館共催で日本国大使館広報センターにて新浮世絵版画「彩絵・いろどりえ」展（ビジットジャパンキャンペーン本部（国土交通省）後援）を開催。展覧会オープニングで新内節人間国宝とコラボレーションを実施する。平成中村座ニューヨーク公演と連動した日本文化を海外メディアに紹介するレセプションに招聘され、作画パフォーマンスを実施する。
- 2008年（平成20年） - プラス家具ショールームで「みはしまり展」を開催する。八月朔日（八朔の日）、みはしまりから萬家一斎に改名する。浮世文字絵を制作、「浮世・文字絵協議会」を開設する。
- 2011年（平成23年） - 小学校の放課後教育（学童保育）で文字絵を教える。十二世市川團十郎を描き始める。
- 2012年（平成24年） - 特定非営利法人現代浮世絵文化協議会を設立。三嶋大社、小國神社、竹駒神社に画が収蔵される。
- 2013年（平成25年） - 大宮八幡宮御鎮座950年祭で画が納まる。葛飾北斎に関する論文を執筆する。石清水八幡宮に勅祭石清水祭1,150年記念で画が納まる。大神神社に画が納まる。
- 2014年（平成26年） - 伏見稲荷、北海道神宮に画が納まる。「一斎流書画」を創設する。ウズベキスタン、タシュケントフォトビエンナーレに参加する。
- 2015年（平成27年） - 第18回統一地方選挙で行われた東京都港区議会議員選挙に「三橋真理」として出馬し、落選[2]。

## 雅号の由来
江戸期に活躍した葛飾北斎を心の師と仰ぎ、2008年（平成20年）、8月1日に画号を「みはしまり」から「萬家一斎」に変更した。八月朔日（8月1日）は、徳川家康江戸入りの記念日として、江戸城の表も奥も白い衣装を身に纏うという陰陽五行の理を利用した行事を厳格に行っていたが、みはし（一斎）は日本古来の精神文化を肉筆画と新しい浮世絵版画「いろどりえ」で表現しながら、北斎と同じ様に自らの行動や生き方でも伝えるべく、八朔の日を画号変更の日取りとして選んだ。名前も北斎の一字を選び、北斎翁の志を継ぐものである。